# ムラサキタイヨウチョウ
ムラサキタイヨウチョウ（学名：Nectarinia asiatica）は、スズメ目タイヨウチョウ科に分類される鳥類の一種。

## 生息地
イラン、インド、スリランカ、インドシナ半島。

## 亜種
３亜種が存在する。
- N.a.asiatica
- N.a.breviosrtis
- N.a.intermedia

## 形態
全長約7-10センチメートル。オスの生殖羽は黒く、頭部、肩、胸が金属光沢のある紫色。

## 生態
おもに林縁や雑木林などに生息する。
花にとまって蜜を吸うほか、群れで飛んでいる昆虫を捕食することもある。つがいのいない個体は飛んでいる昆虫を捕食することも多い。
ディスプレイの際はオスが翼をわずかに広げて胸の羽毛を誇示する。